# Dălghiu
Dălghiu – wieś w Rumunii, w okręgu Braszów, w gminie Vama Buzăului. W 2011 roku liczyła 138 mieszkańców.